# Chantilly-Tiffany
El Chantilly-Tiffany, también llamado simplemente Chantilly o foreign longhair en sus inicios, es una raza de gato que está en peligro de extinción. Su valor está entre 9.000$ - 17.000$ según estudios de comercio americanos.

## Historia
Los orígenes de la raza no son claros. Se especula que podría ser un híbrido, cruza de ejemplares de Abisinio de pelo largo con Habana brown.
En un principio, este gato fue inscripto originalmente bajo el nombre de foreign longhair, aunque luego los criadores no sintieron que era un título apropiado para la raza, cambiando la denominación por Tiffanny. Sin embargo, hubo conflicto en los registros de la asociación británica GCCF dado que otra raza, cruza de Gato persa y Birmano en desarrollo en Europa, ya llevaba el nombre Tiffanie. Adoptó finalmente el nombre de Chantilly, aunque de igual manera se lo conoce como Chantilly-Tiffany.
La raza se creyó extinta hasta que se descubrieron dos ejemplares en una subasta pública de un inmueble, en la ciudad de Nueva York en 1967. Fue esta pareja de Chantilly los que permitieron perpetuar la raza, por lo que todos los ejemplares conocidos son descendientes de esos dos. Aun así, no ha logrado aumentar significativamente su población por lo que la raza es considerada «rara» y poco común de encontrar.

## Características

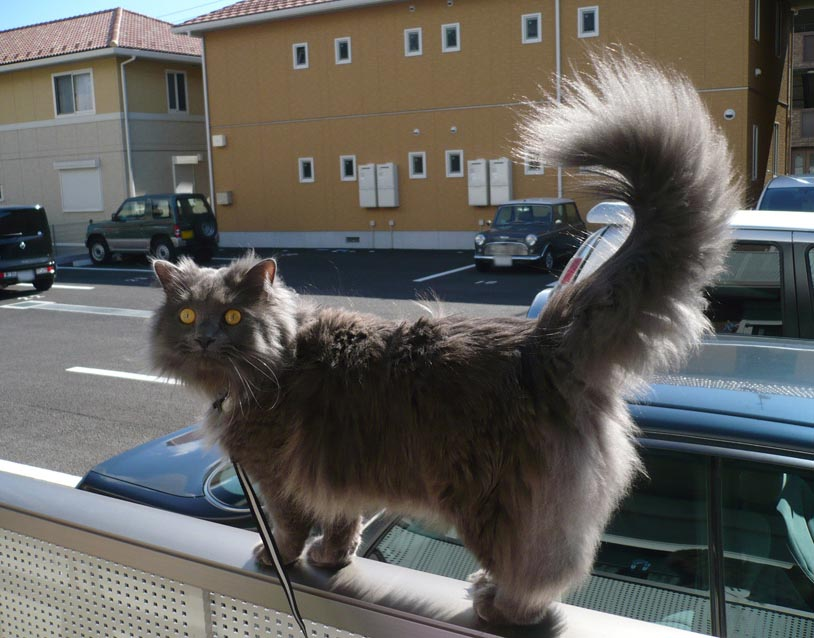
Gato Chantilly-Tiffany, se aprecia su pelaje abundante

### Aspecto
A pesar de ser llamado «extranjero de pelo largo» —«foreign longhair»—, su pelaje es en realidad semi largo y sedoso. El color más común y extendido es el marrón y también existen variedades en canela, y beige. Los motivos aceptados son sólido, atigrado, manchado o punteado tabby. Este requiere cepillado por lo menos una vez por semana, aunque es de mantenimiento sencillo dado que no posee doble capa de pelo. Luce un desbordante collar de pelo alrededor de su cuello y pecho, y la cola es profusamente peluda. Las orejas son de tamaño medio y se encuentran distintivamente separadas, con abundante pelo largo que nace desde su interior. Sus ojos tienen una forma ovalada y son siempre amarillos, dorados o color ámbar, pigmento que se intensificará con la edad. Uno de los aspectos más atractivos son sus pómulos prominentes e identificablemente levantados.

### Comportamiento
La raza tarda cerca de dos años en alcanzar la adultez y su tamaño completo. De carácter amigable y cariñoso con sus dueños, es compatible con niños pequeños, no así con extraños con quienes se mostrará indiferente. Suele mostrar preferencia por un miembro en particular de la familia. Ha sido diseñado como un gato de interiores que requiere atención constante por parte de los dueños y le afecta negativamente la soledad. El maullido y el ronroneo son especialmente habituales en esta raza, además de ser conocidos por emitir un distintivo sonido similar al canto de un ave.
Es un tipo de gato vistoso para los shows y no es problemático para realizar viajes de larga distancia por su naturaleza pasiva y relajada. Aunque es una raza relativamente saludable, tiene el extraño hábito de arrancarse su propio pelaje y acicalarse excesivamente si sufre de estrés o ansiedad, llegando a quedar completamente sin pelo si no se controla su situación.